# 37.ª Divisão (Japão)
A 37ª Divisão foi uma divisão de infantaria do Império do Japão que serviu durante a Segunda Guerra Mundial. A divisão foi formada no dia 7 de fevereiro de 1939 em Kumamoto, sendo desmobilizada no mês de setembro de 1945 com o fim da guerra.

## Comandantes
| Comandante                  | Data                                        |
| --------------------------- | ------------------------------------------- |
| Lt. General Kenkichi Hirata | 9 de março de 1939 - 1 de agosto de 1940    |
| Lt. General Hatazo Adachi   | 1 de agosto de 1940 - 15 de outubro de 1941 |
| Lt. General Yuichiro Nagano | 15 de outubro de 1941 - 7 de abril de 1945  |
| Lt. General Kenryo Sato     | 7 de abril de 1945 - 30 de setembro de 1945 |

## Subordinação
- 1º Exército - 01 de abril de 1939
- 12º Exército - março de 1944
- 11º Exército - julho de 1944
- Guarnição de Exército Indochina - 1944
- 38º Exército - dezembro de 1944
- 29º Exército - abril de 1945

## Ordem da Batalha
- 37. Grupo de Infantaria (desmobilizada no dia 10 de janeiro de 1944)
- 225. Regimento de Infantaria
- 226. Regimento de Infantaria
- 227. Regimento de Infantaria
- 37. Regimento de Reconhecimento
- 37. Regimento de Artilharia de Montanha
- 37. Regimento de Engenharia
- 37. Regimento de Transporte
- Unidade de comunicação